# Флавий Апион
Флавий Апион (лат. Flavius Apion) — византийский политический деятель VI века из состоятельного семейства Апионов, знаменитых египетских землевладельцев этого периода.
Флавий Апион упоминается в качестве титулярного преторианского префекта под 503—504 годом, когда он сыграл важную роль в персидской кампании императора Анастасия. Прокопий Кесарийский сообщал, что «распорядителем же расходов войска был назначен египтянин Апион, видный патрикий и очень предприимчивый, человек. Василевс в своей грамоте провозгласил его своим соправителем, чтобы он имел право распоряжаться расходами по своему усмотрению.». Его задачей было обеспечить снабжение зерном (сначала из Эдессы, затем из Александрии) крупнейшую армию, которую когда-либо собирала Византия для одной кампании. В этот период он не был преторианским префектом Востока, но был титулярным префектом (лат. vacans), исполняя соответствующие обязанности в префектуре. Аналогичную должность Прокопий называл «эпархом войска». В 504 году Апион был заменён Каллиопием, а затем отозван в Константинополь: «В сем году император послал магистра Келлора с многочисленным войском и полководцем Феодотом, предоставивши ему полную власть вести войну, как знает, Аппиония же и Ипатия поспешно отозвал в Византию, считая их ненужными в войске, по причине вражды их с военачальником Ареовиндом, а вождю Каллиопию поручил смотрение за продовольствием.».
Между 508 и 510 Апиону и другому патрикию, Павлу, глава монофизитов Севир Антиохийский посвятил свой труд «Против евтихиевцев». В 510 году Апион впал в немилость при дворе и был, объявленный «педерастом и еретиком», выслан в Никею, а один из его сыновей, Гераклид, пострижен в монахи.
После того, как политическая обстановка в 518 году изменилась с восшествием на престол Юстина I, Апион был прощён и даже опять стал преторианским префектом Востока, на этот раз полноправным.
После смерти Флавия Апиона, случившейся ранее 533 года, главой семьи стал его сын Стратегий II, сыном которого был Стратегий Апион.